# Урожай (футбольный клуб, Каневская)
«Урожай» — советский футбольный клуб из Каневской. Основан не позднее 1967 года.

## Достижения
- В первенстве СССР — 17-е место в 3-й зоне РСФСР класса «Б»: 1969.
- Обладатель Кубка сельских команд «Золотой колос» (1967, 1968).